# ناحیه شوراآباد

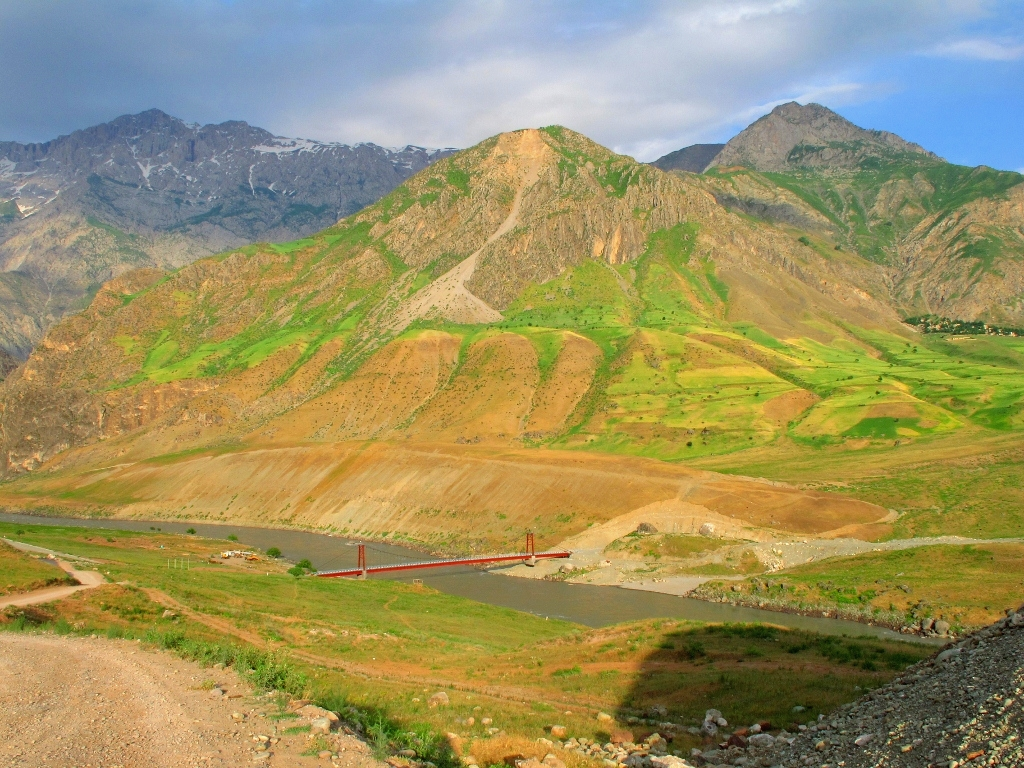
پل دوسـتی میـان افغانستان و تاجیکستان, در منتقه ی شهرستان خواهان, و ناحیه شمس الدین شاهین,Пули дусти миёни Афғонистон ва Тоҷикистон, дар мантиқаи Шаҳристони хоҳон & Ноҳияи Шамсиддин Шоҳин

ناحیهٔ شمس‌الدّین شاهین (به تاجیکی: Ноҳияи  Шамсиддин Шоҳин) (پیشتر با نامِ ناحیه‌ی شورآباد) یکی از ناحیه‌های اداری ولایت ختلان است که در جنوب کشور تاجیکستان جای دارد و مرکز این ناحیه، جماعت شوراآباد است.

## مردم
بر پایهٔ آمار سال ۲۰۱۰ میلادی، این ناحیه ۵۲٫۲۰۰ نفر جمعیت داشته که تراکم جمعیتی آن ۲۲٬۷ نفر در کیلومترمربع است.. شغل بیشتر اهالی این ناحیه، کشاورزی، باغ‌داری و زنبورداری است.

## حکومت
سرور ناحیهٔ شمس‌الدّین شاهین، رئیس حکومت آن است که توسط رئیس جمهور تاجیکستان برگزیده می‌شود. نهاد قانونگذاری ناحیهٔ شور آباد، مجلس نمایندگان خلق است که توسط رأی‌دهندگان این ناحیه برای ۵ سال انتخاب می‌شوند.

## تقسیمات

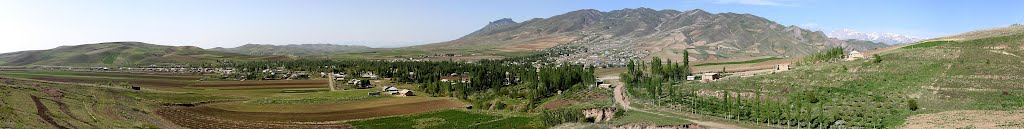
نمای از شهر شوراآباد,Намоӣ аз шаҳри шӯрообод

جماعت‌های این ناحیه بشرح زیر است:
| بخش‌های ناحیه شمس‌الدّین شاهین |       |
| جماعت (بخش)                 | جمعیت |
| داغستان                     | ۴۸۱۸  |
| دشت جوم                     | ۳۵۵۱  |
| لنگردره                     | ۳۳۱۱  |
| چغم                         | ۴۵۴۶  |
| شوراآباد                    | ۸۰۹۹  |
| سر چشمه                     | ۹۳۳۹  |
| یال                         | ۵۰۲۹  |